# Dina Abdrachimova
Dina Jergazijevna Abdrachimova (ryska: Дина Ергазиевна Абдрахимова; kazakiska: Дина Ерғазықызы Әбдірахимова), född 20 augusti 1934 i Alma-Ata (nu Almaty) Kazakiska ASSR, död 20 oktober 2002 i samma stad, var en sovjetisk-kazakisk politiker. Hon var 1985–1990 socialminister i Kazakiska SSR.